# Robert Foster Bennett
Robert Foster "Bob" Bennett (Salt Lake City, Utah, 18 de septiembre de 1933-4 de mayo de 2016) fue un senador estadounidense por el estado de Utah y miembro del Partido Republicano.